# Реал Вальядолид B
«Реал Вальядолид Промесас» (исп. Real Valladolid Club de Fútbol Promesas) — испанский футбольный клуб из города Вальядолид, в одноимённой провинции, в автономном сообществе Кастилия-Леон, резервная команда клуба «Реал Вальядолид». 
Клуб основан в 1942 году, под именем «Рекреативо Европа Делисиас», гостей принимает на дополнительном поле стадиона «Хосе Соррилья», вмещающем 1 500 зрителей. Резервные команды в Испании выступают в тех же лигах, что и главные команды, но резервные команды не могут выступать в одном дивизионе с главной командой, в связи с этим «Реал Вальядолид Б» не может выступать в Примере. Лучшим результатом является 5-е место в Сегунде B в сезоне 1996/97.

## История
В 1942 году в результате слияния команд «Рекреативо Европа Делисиас» и «Делисиас» была основана команда «Рекреативо Европа». В 1944 году она стала второй командой «Реал Вальядолида». Игровая форма команды состояла из белой футболки с синей диагональной полосой, синих шорт и гетр. Эмблема представляла собой горизонтальный треугольник, наполовину белого и наполовину фиолетового цвета.

### Терсера, Кубок Испании и смена названия
Первый сезон в испанской Терсере команда начала 13 июля 1952 года. В 1942 году команда была переименована в «Реал Вальядолид Промесас», и это были годы её единственного участия в Кубке Испании. В 80-х годах команда выиграла три чемпионата подряд, однако это не позволило ей перейти в Сегунду Б. Это произошло только в 1991 году, когда команда завоевала пятое чемпионство в Терсере и получила право играть в Сегунде Б.

### Первые сезоны в Сегунде Б
В своем первом сезоне в этой лиге команда финишировала на достойном 8-м месте. После этого она провела несколько сезонов в нижней половине турнирной таблицы, но сумела сохранить место в лиге. В 1996 и 1997 годах команда показала свои лучшие результаты, имея возможность бороться за выход в Сегунду. Однако в сезоне 1999/00 команда заняла 18-е место и вылетела в Терсеру.

### Возвращение в Терсеру
Возвращение в четвертую лигу оказалось трудным для команды. В первых двух сезонах ей удалось выйти в плей-офф, но она не смогла воспользоваться этой возможностью. В 2003 и 2004 годах команда финишировала на разочаровывающем 6-м месте. В сезоне 2004/05, заняв 4-е место, она во второй раз перешла в Сегунду Б, где закрепилась на несколько сезонов.

### Второй период в Сегунде Б
Как и в первом сезоне в лиге, команда выступила успешно, заняв 10-е место. Их лучшим достижением стало сохранение места в лиге в 2007 году, но в сезоне 2008/09 они заняли предпоследнее место и снова вылетели в Терсеру.

### Возвращение в Терсеру
В сезоне 2009/10 команда боролась за выход в Сегунду Б, но не смогла добиться успеха. В сезоне 2010/11 команда завершила сезон на пятом месте под руководством тренера Мануэля Ретамеро. В сезоне 2011/12 команда стала чемпионом VIII группы Терсеры и боролась за выход в Сегунду Б под руководством Хавьера Торреса Гомеса, который также работал с командой в сезоне 2012/13. В следующем сезоне команда одержала победу в плей-оффе за выход в Сегунду Б.

### Третий период Сегунде Б
В сезоне 2014/15 в Сегундн Б команду возглавил Рубен де ла Баррера, который стал открытием сезона и вывел «Гихуэлу» в зону плей-оффа за выход в Сегунду.
В сезоне 2015/16 главным тренером стал Рубен Альбес, но плохие результаты основной команды привели к тому, что в ноябре Мигель Анхель Португаль стал тренером Реал Вальядолида, а Альбес стал его помощником. Борха Хименес заменил Рубена.
В следующем сезоне тренером снова стал Рубен Альбес. В сезоне 2016/17 вторая команда «бело-фиолетовых» показала хорошие результаты, комфортно сохранив место в лиге и даже борясь за место в плей-офф до финального отрезка чемпионата. В конце этого сезона Рубен Альбес покинул команду, возглавив вторую команду «Сельты».
Сезон 2017/18 оказался довольно неспокойным: после неудачного старта с Карлосом Пересом Сальвачуа его уволили, и на его место был назначен Мигель Ривера, который сумел переломить ситуацию. Команда спаслась от вылета в последнем туре чемпионата.
В сезоне 2018/19 Мигель Ривера продолжил возглавлять команду и также спас её от вылета в предпоследнем туре.
В сезоне 2019/20 клуб доверил команду Хавьеру Барахе после успешного сезона, проведенного им за молодёжную команду.

### Лучший сезон в истории
С начала сезона 2019/20 RFEF требует, чтобы игроки клубов носили на футболках свои имена и номера. В марте соревнования были приостановлены из-за вспышки пандемии COVID-19.
Команда завершила сезон без поражений на домашнем стадионе, одержав 10 побед в 14 матчах, и заняла 4-е место в лиге — это лучший результат в её истории под руководством Хавьера Барахи, который впервые вывел команду в плей-офф. Нападающий Мигель де ла Фуэнте стал лучшим бомбардиром II группы, забив 14 голов в 26 играх.
Соперником в плей-офф за выход в Сегунду стала «Барселона Б». Матч состоялся 19 июля в 20:00 на стадионе «Сьюдад-де-Малага», но, к сожалению, команда не смогла пройти во второй этап, проиграв со счётом 2:3.
10 июля 2020 года «Атлетико Тордесильяс» договорился о том, что команда станет дочерней организацией «Реала Вальядолида» на один сезон с возможностью продления. При этом «Атлетико Тордесильяс» сохранит свою правосубъектность и совет директоров. 
Соглашение подразумевало переход молодых игроков «бело-фиолетовых» в их команду, а также предоставление полного тренерского штаба, расходы которого возьмёт на себя «Реал Вальядолид». Это соглашение также будет способствовать подготовке тренеров «Атлетико Тордесильяс», поставке спортивного инвентаря и обеспечению доступа к инфраструктуре «Реал Вальядолида». 
21 августа 2020 года было подписано соглашение с «Атлетико Тордесильяс», достигнутое в июле, в результате чего команда стала второй дочерней командой структуры Реал Вальядолида.

### Новые полупрофессиональные футбольные лиги начиная с сезона 2021/22
Новый сезон начался с ухода Хавьера Барахи и назначения Жулио Баптисты, который ранее возглавлял молодёжную команду. В результате реструктуризации полупрофессионального футбола были созданы две лиги с командами высокого уровня. Однако сезон оказался абсолютным провалом: команде не удалось конкурировать так, как в двух предыдущих сезонах, и она финишировала на предпоследнем месте, набрав всего 36 очков.
В сезоне 2022/23 клуб продолжил доверять Жулио Баптисте в качестве главного тренера. Этот сезон был полон взлетов и падений, но благодаря опыту игроков команде удалось завершить его на третьем месте и выйти в Примеру Федерасьон.
Сезон 2023/24 снова начался под руководством Жулио Баптисты. Его карьера во второй команде продлилась до 10-го тура, но после ряда критических высказываний о клубе (не из-за плохих результатов команды, которая находилась на 14-м месте) он был уволен. 8 ноября новым тренером был назначен Альваро Рубио.

## Исторические название
С 1944 по 1973 год вторая команда «Реал Вальядолида» носила название «Рекреативо Европа Делисиас». В 1991 году название было изменено на «Реал Вальядолид Промесас». В том же году клубу пришлось сменить название на «Реал Вальядолид Депортиво Б», так как испанские команды были обязаны использовать название основного клуба с добавлением буквы «Б» для своих филиалов. В 1992 году первая команда добавила к своему названию аббревиатуру S.A.D. В 1998 году акционеры решили объединить названия «Реал Вальядолид», S.A.D. и C.F. (Футбольный клуб). Летом 2019 года клуб обратился в Королевскую федерацию футбола Испании с просьбой вернуть название «Реал Вальядолид Промесас», и эта просьба была удовлетворена.
- «Рекреативо Европа Делисиас»: (1944-1973) Официальное название при основании
- «Реал Вальядолид Промесас»: (1973-1991) Изменение названия: к названию первой команды добавлено слово «Промесас», указывающее на ее статус второй команды.
- «Реал Вальядолид Депортиво Б»: (1991-1992) Филиалы испанских клубов были вынуждены изменить свои названия, добавив букву «Б» к названию основного клуба.
- Спортивное Акцеонерное Общество «Реал Вальядолид Депортиво Б»: (1992-1999) Преобразование организации в Спортивное акционерное общество (S.A.D.).
- Спортивное Акцеонерное Общество «Реал Вальядолид Б»: (1992-1999) Преобразование организации в Спортивное акционерное общество (S.A.D.).
- Спортивное Акцеонерное Общество ФК «Реал Вальядолид Б»: (1999-2019) В название команды было добавлено Футбольный клуб
- Спортивное Акцеонерное Общество ФК «Реал Вальядолид Промесас»: (с 2019 по н.в.) RFEF разрешил изменить название, и слово «Промесас» снова включено в название

## Текущий состав
| 1  | Флаг Испании      | Вр  | Фернандо Перес       | 2004 |  |  |  |  |  |
| 13 | Флаг Испании      | Вр  | Арнау Рафус          | 2003 |  |  |  |  |  |
| 25 | Флаг Испании      | Вр  | Альваро Асевес       | 2003 |  |  |  |  |  |
|    |                   |     |                      |      |  |  |  |  |  |
| 2  | Флаг Испании      | Защ | Коке                 | 2005 |  |  |  |  |  |
| 3  | Флаг Испании      | Защ | Рауль Часко          | 2003 |  |  |  |  |  |
| 4  | Флаг Испании      | Защ | Адриан Гомес капитан | 2002 |  |  |  |  |  |
| 5  | Флаг Испании      | Защ | Франциско Ортуньо    | 2002 |  |  |  |  |  |
| 15 | Флаг Испании      | Защ | Яго Паренте          | 2006 |  |  |  |  |  |
| 16 | Флаг Аргентины    | Защ | Габриэль Родригес    | 2005 |  |  |  |  |  |
| 17 | Флаг Румынии      | Защ | Алин Шербан          | 2006 |  |  |  |  |  |
| 22 | Флаг Испании      | Защ | Уго Сан              | 2005 |  |  |  |  |  |
| 23 | Флаг Бразилии     | Защ | Жуан Миранда         | 2005 |  |  |  |  |  |
| 31 | Флаг Сьерра-Леоне | Защ | Джума Ба             | 2006 |  |  |  |  |  |
|    |                   |     |                      |      |  |  |  |  |  |
| 6  | Флаг Испании      | ПЗ  | Адриан Верде         | 2002 |  |  |  |  |  |

| 7  | Флаг Перу       | ПЗ | Энрике Пенья       | 2005 |  |  |  |  |  |
| 8  | Флаг Ганы       | ПЗ | Юджин Фримпонг     | 2003 |  |  |  |  |  |
| 10 | Флаг Испании    | ПЗ | Серхио Эстебан     | 2004 |  |  |  |  |  |
| 11 | Флаг Испании    | ПЗ | Хавьер Морено      | 2004 |  |  |  |  |  |
| 12 | Флаг Испании    | ПЗ | Марио Мартин       | 2003 |  |  |  |  |  |
| 18 | Флаг Испании    | ПЗ | Икер Иворра        | 2004 |  |  |  |  |  |
| 19 | Флаг Испании    | ПЗ | Марио Сесе         | 2002 |  |  |  |  |  |
| 20 | Флаг Казахстана | ПЗ | Мохаммед Енсебаев  | 2005 |  |  |  |  |  |
| 28 | Флаг Испании    | ПЗ | Хуан Карлос Мурсия | 2005 |  |  |  |  |  |
|    |                 |    |                    |      |  |  |  |  |  |
| 9  | Флаг Испании    | ПЗ | Адриан Арнунсио    | 2007 |  |  |  |  |  |
| 14 | Флаг Испании    | ПЗ | Хорхе Дельгадо     | 2002 |  |  |  |  |  |
| 21 | Флаг Испании    | ПЗ | Серхио Нейра       | 2005 |  |  |  |  |  |
| 21 | Флаг Колумбии   | ПЗ | Хуан Давид Бонилья | 2006 |  |  |  |  |  |

## Форма

### Историческая эволюция игровой формы
| 1944 | 1948 | 1954 | 1964 |

## Стадион

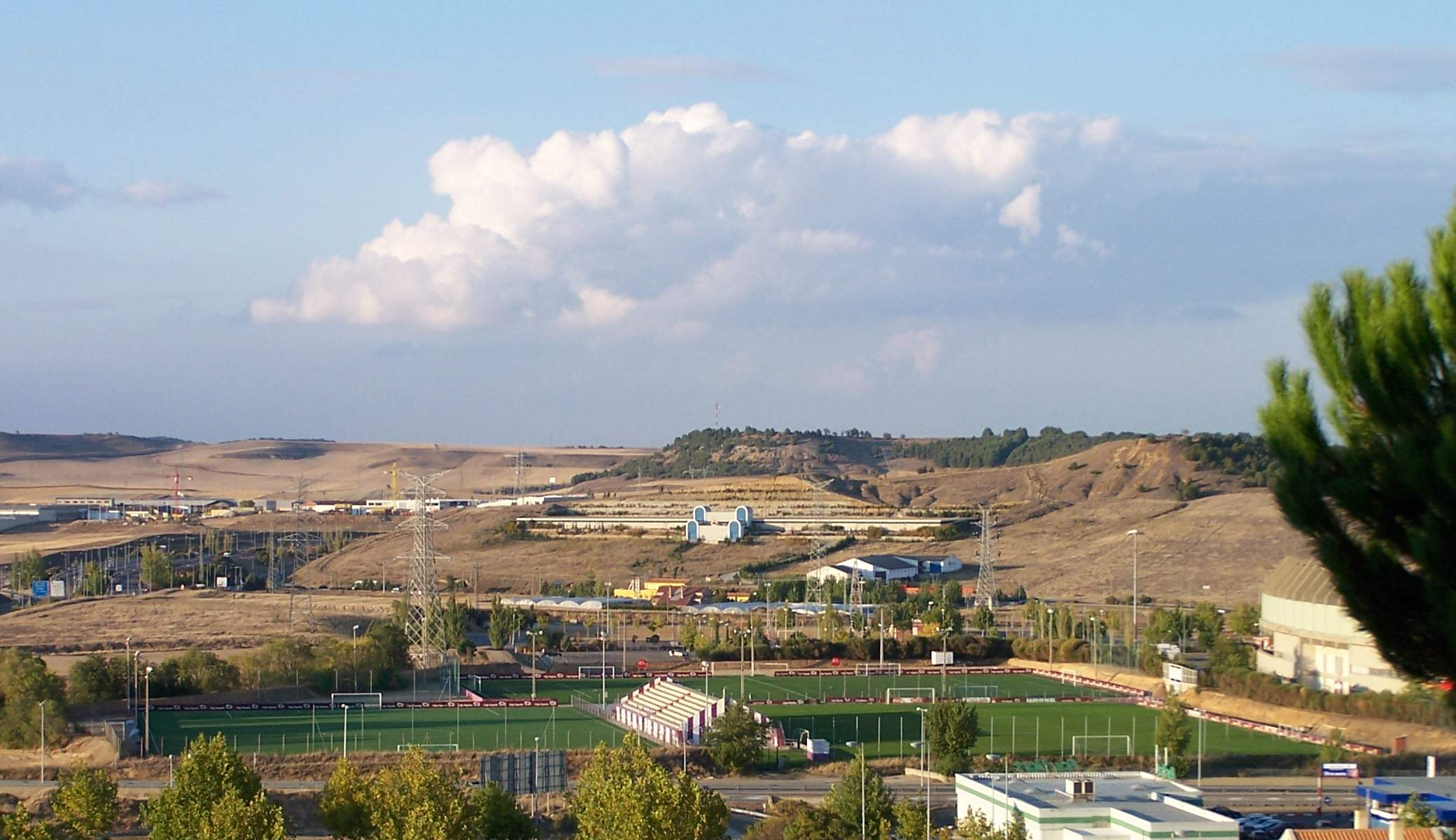
Вид на Резервные поля стадиона Хосе Соррильи (до реконструкции)

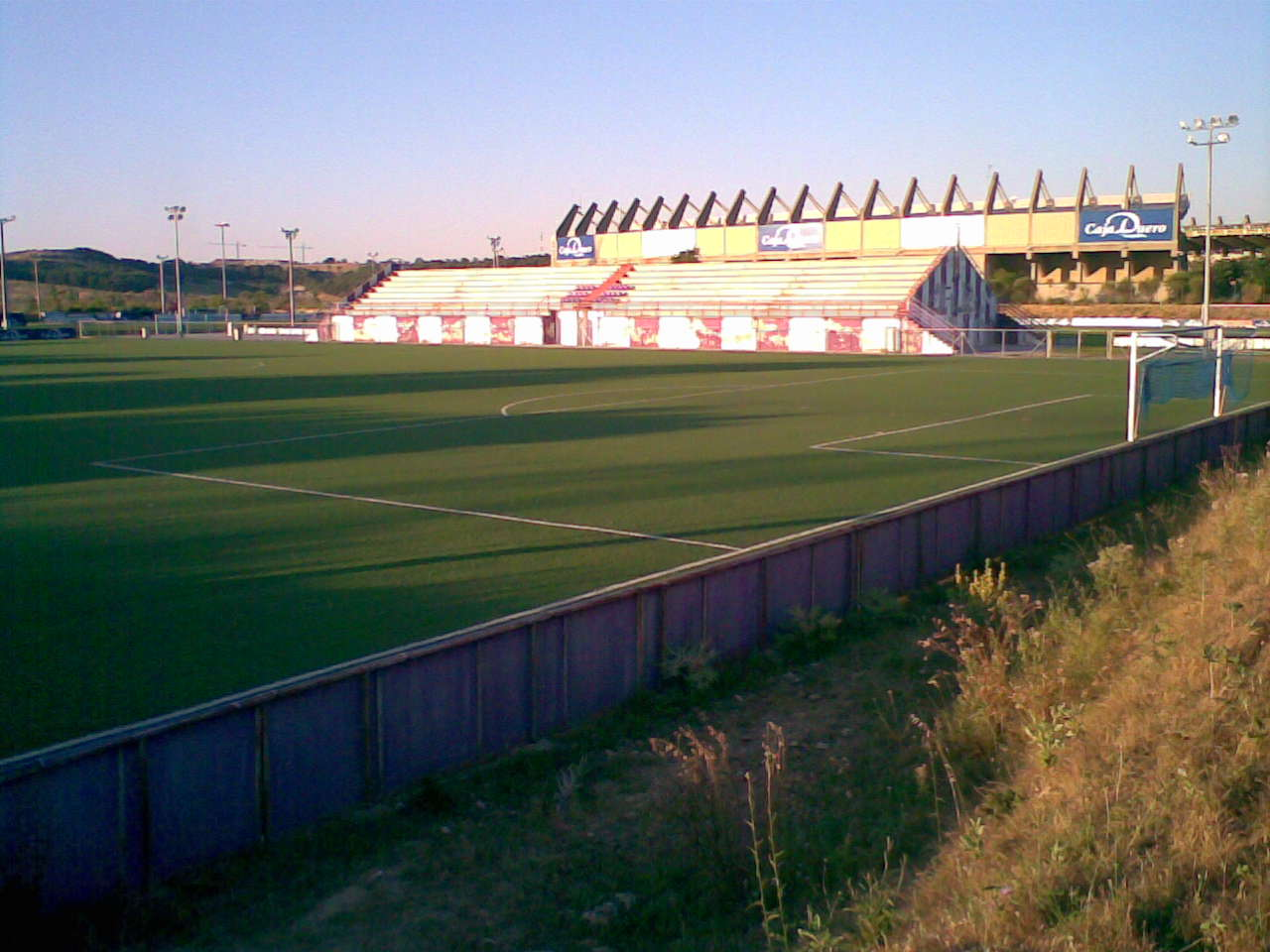

«Реал Вальядолид Промесас» обычно проводит свои домашние игры на полях, расположенных рядом со стадионом Хосе Соррилья, которые вмещают около 741 зрителя. Эти поля были открыты в 1988 году и находятся всего в нескольких метрах от основного стадиона, что и объясняет их название.
В сезоне 2019/20 команда начала сезон на первом поле с натуральным покрытием, но с наступлением зимы вернулась к играм на втором поле, чтобы сохранить газон в хорошем состоянии.
Самые важные матчи проходят на стадионе «Нуэво Хосе Соррилья», который вмещает 27 618 зрителей.
13 июля 2020 года было объявлено о замене третьего поля с искусственной травой на натуральную траву площадью 10 000 квадратных метров. 25 августа 2020 года клуб подтвердил планы по строительству четвертого футбольного поля с искусственным газоном за пределами нынешнего комплекса, к северу, перед парковкой и зоной для фанатов. Это расширение позволит всем командам продолжать играть в комплексе до завершения строительства спортивного городка «Реал Вальядолид», который будет расположен в Пинар-де-Халон.
В апреле 2020 года на главной трибуне был установлен навес для защиты посетителей от ненастной погоды. Кроме того, были установлены фиолетовые сиденья, а на белых можно увидеть инициалы клуба и год его основания — «RVCF 1928».

### Спортивный городок
Спортивный городок «Вальядолида» будет располагаться в районе Пинар-де-Халон города Вальядолид. После завершения строительства он станет новым домом для всех молодежных команд клуба «Вальядолид». 
На стадионе предусмотрено несколько полей с искусственной травой, которые будут использоваться всеми командами клуба. Начало строительных работ запланировано на лето 2020 года.

### Исторические стадионы
- Стадион Федерации (1943-52).
- Стадион Хосе Соррилья (1952-1988)
- Резервные поля стадиона Хосе Соррильи (c 1988 года).

## Сезоны по дивизионам

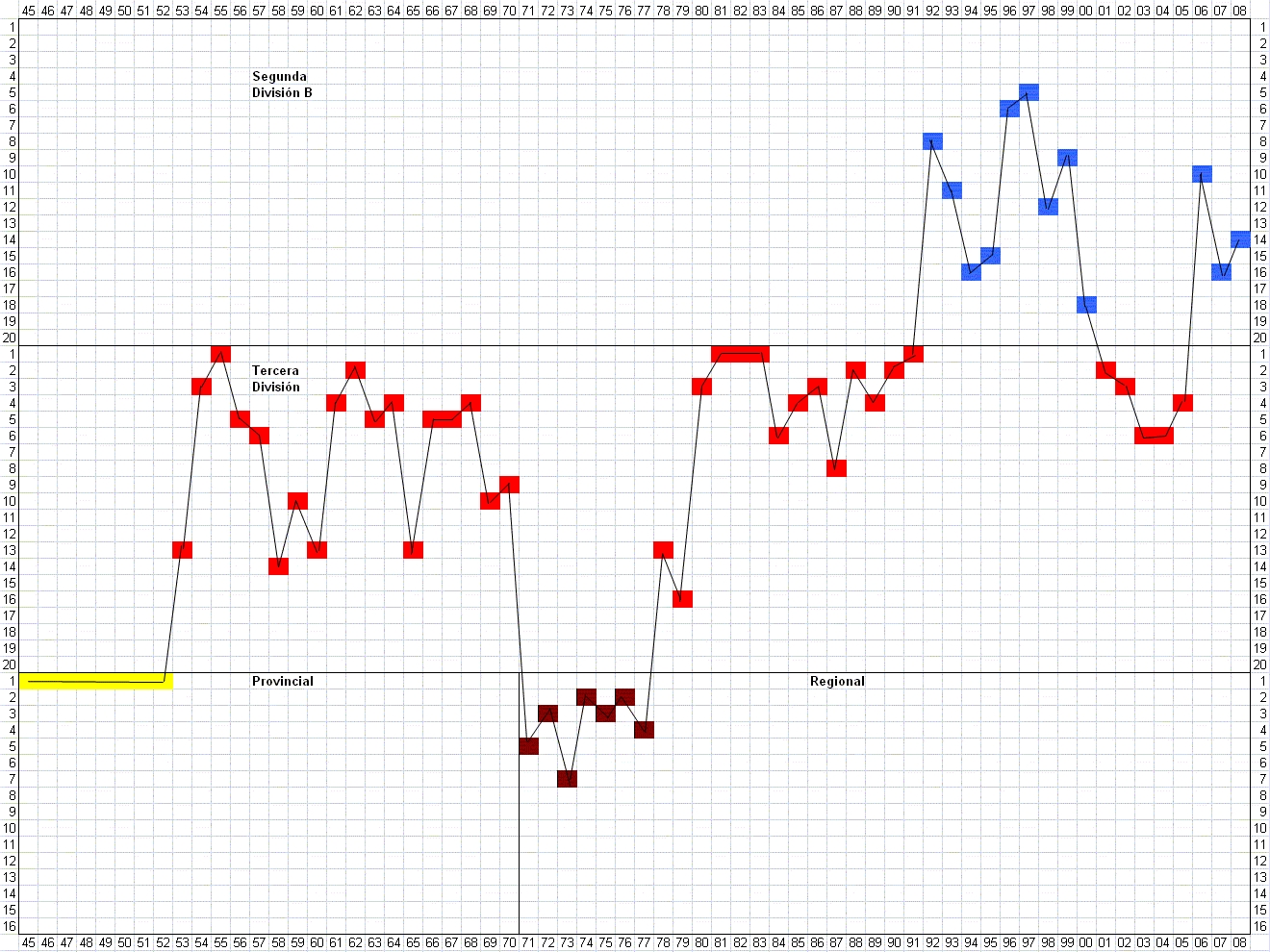
Путь «Вальядолида Промесас»

- 1944-45 по 1951-52: Провинциальные лиги
- 1952-53 по 1969-70: Терсера
- 1970-71 по 1976-77: Реогинальные лиги
- 1977-78 по 1990-91: Терсера
- 1991-92 по 1999-00: Сегунда Б
- 2000-01 по 2004-05: Терсера
- 2005-06 по 2008-09: Сегунда Б
- 2009-10 по 2013-14: Терсера
- 2014-15 по 2020-21: Сегунда Б
- 2021-22 по 2022-23: Первый дивизион RFEF.
- 2022-23 по н.в.: Второй дивизион RFEF.

- Сезоны в Сегунде: 0
- Сезоны в Первом дивизионе RFEF: 1 
  - Дебют в Первом дивизионе RFEF: 2021-22
  - Колличество сезонов подряд в Первом дивизионе RFEF: 1 (2021-2022)
  - Лучшее место Первом дивизионе RFEF: 18 (сезон 2021-22)
- Сезоны Сегунде Б: 20 
  - Дебют в Сегунде Б:1 991-92
  - Колличество сезонов подряд в Сегунде Б: 9 (1991-2000)
  - Лучшее место в Сегунде Б: 4 (сезон 2019-20)
- Сезоны в Втором дивизионе RFEF: 3 (включая сезон 2024-25)
  - Дебюи в Втором дивизионе RFEF: 2022-23
  - Колличество сезонов подряд Втором дивизионе RFEF: 3 (2022-2024)
  - Лучшее место во Втором дивизионе RFEF: 3 (сезон 2022-23)
- Сезоны в  Терсере: 42 
  - Дебют в Терсере: 1952-53
  - Колличество сезонов подряд Терсере: 18 (1952-1970)
  - Лучше Место в Терсере: 1 (сезонах 1954-55, 1980-81, 1981-82, 1982-83, 1990-91, 2011-12 и 2013-14)
- Сезоны в Реогинальной лиге: 7
- Участие в Кубке Испании: 11 (с 1970 по 1978 и в 1987)

## Достижения
- Терсера
  - Победитель (7): 1954/55, 1980/81, 1981/82, 1982/83, 1990/91, 2011/12, 2013/14
- Кубок Депутации Вальядолида
  - Победитель (6): 1996, 1997, 1998, 2000, 2003, 2009, 2012